# هنري دسي
هنري دسي (6 سبتمبر 1913 - سبتمبر 1989) كان لاعب كرة الماء بلجيكي شارك في الألعاب الأولمبية الصيفية 1936 وفاز بميدالية برونزية.

## روابط خارجية
- هنري دسي على موقع اللجنة الأولمبية الدولية (الإنجليزية)
- هنري دسي على موقع أوليمبيديا (الإنجليزية)
- هنري دسي على موقع اللجنة الأولمبية البلجيكية (الهولندية)